# Eorpwald
Eorpwald (begin 7de eeuw) was koning van East Anglia.

## Levensloop
Eorpwald was de tweede zoon van koning Rædwald van East Anglia, zijn oudere broer Rægenhere sneuvelde tijdens een veldslag in 616. Zijn doop tot het christendom zorgde voor heel wat controverse. In ca.627 werd hij vermoord door de heidense krijgsheer Ricberht. Vermoedelijk werd hij begraven samen met andere leden uit de Wuffingas-dynastie in het scheepsgraf in Sutton Hoo.